# Ordinador de gamma mitjana

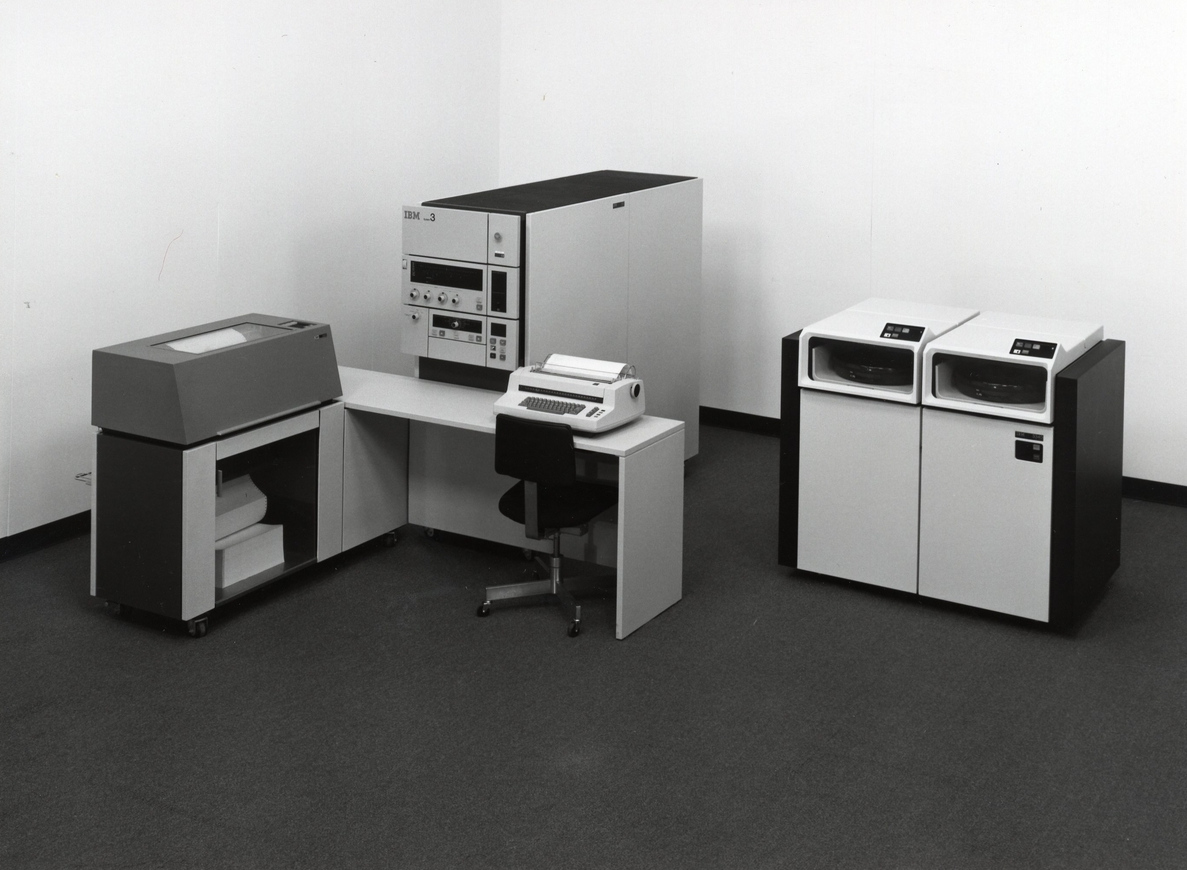
IBM System/3, un ordinador de gamma mitjana introduït el 1969.

Els ordinadors de gamma mitjana, o sistemes de gamma mitjana, eren una classe de sistemes informàtics que es trobaven entre els ordinadors mainframe i els microordinadors.
Aquesta classe de màquines va sorgir a la dècada de 1960, amb models de Digital Equipment Corporation (línies PDP), Data General (NOVA) i Hewlett-Packard (HP 2100 i HP 3000) àmpliament utilitzats en ciència i investigació, així com per a negocis i anomenats miniordinadors.
IBM va afavorir el terme "ordinador de gamma mitjana" per als seus sistemes comparables, però més orientats al negoci.

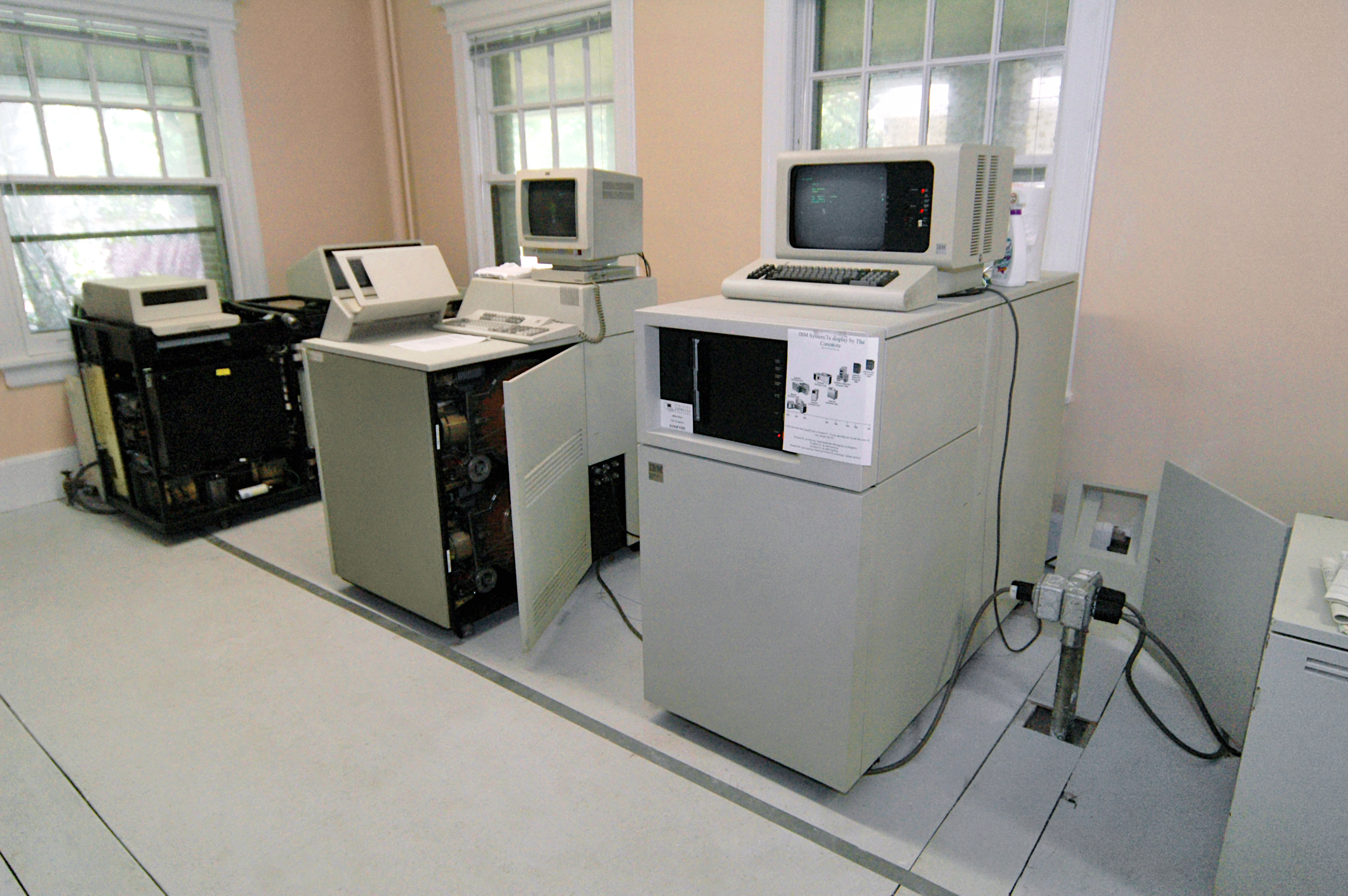
Els sistemes S/38 (sense estoig), els S/36 i els S/34

## Sistemes de gamma mitjana IBM
- System/3 (1969) va ser el primer sistema de gamma mitjana d'IBM.[4]
- System/32 (introduït el 1975)[5] era un sistema d'usuari únic de 16 bits també conegut com a IBM 5320.
- System/34 (1977) estava pensat per ser un successor tant del 3 com del 32.
- System/38 (1979) va ser el primer sistema de gamma mitjana a tenir un sistema integrat de gestió de bases de dades relacionals (DBMS). L'S/38 tenia adreçament de 48 bits i executava el sistema operatiu CPF.
- System/36 (1983) tenia dos processadors de 16 bits amb un sistema operatiu que suportava la multiprogramació.
- L'AS/400 es va introduir amb aquest nom l'any 1988, va passar a anomenar-se eServer iSeries l'any 2000 i, posteriorment, es va convertir en IBM System i el 2006. Executa el sistema operatiu OS/400.
- IBM Power Systems es va presentar l'abril de 2008, una convergència d'IBM System i i IBM System p.

## Posicionament
La principal similitud dels ordinadors i mainframes de gamma mitjana és que tots dos estan orientats a la computació de precisió decimal  i d'entrada i sortida d'alt volum (E/S), però la majoria d'ordinadors de gamma mitjana tenen una arquitectura interna reduïda i especialment dissenyada, amb una compatibilitat limitada amb mainframes. Un mainframe de gamma baixa pot ser més assequible i menys potent que un sistema de gamma mitjana de gamma alta, però un sistema de gamma mitjana segueix sent una "solució de substitució" amb un altre procés de servei, un sistema operatiu diferent i una arquitectura interna.
La diferència entre els ordinadors de mida mitjana de mida similar i els superminis/minicomputadors és el propòsit per al qual s'utilitzen: els súpers/mini s'orienten a la informàtica científica de punt flotant i els ordinadors de gamma mitjana s'orienten a la informàtica decimal orientada a l'empresa, però sense una distinció clara. frontera entre classes.
Els primers ordinadors de gamma mitjana eren màquines de càlcul empresarial d'un sol usuari. La virtualització, una característica típica dels mainframes des de 1972 (parcialment des de 1965), es va portar a sistemes de gamma mitjana només el 1977; El suport multiusuari es va afegir als sistemes de gamma mitjana el 1976 en comparació amb el 1972 per als mainframes (però això encara és significativament anterior al llançament limitat de la virtualització x86 (1985/87) o el suport multiusuari (1983).
Els sistemes de gamma mitjana més recents són principalment servidors de xarxa local multiusuari de classe mitjana que poden gestionar el processament a gran escala de moltes aplicacions empresarials. Tot i que no són tan potents i fiables com els ordinadors mainframe de mida completa, són menys costosos de comprar, operar i mantenir que els sistemes mainframe i, per tant, satisfan les necessitats informàtiques de moltes organitzacions. Els sistemes de gamma mitjana eren relativament populars com a potents servidors de xarxa per ajudar a gestionar grans llocs web d'Internet, però més orientats per a intranets i extranets corporatives i altres xarxes. Avui dia, els sistemes de gamma mitjana inclouen servidors utilitzats en plantes de control i fabricació de processos industrials i tenen un paper important en la fabricació assistida per ordinador (CAM). També poden prendre la forma de potents estacions de treball tècniques per al disseny assistit per ordinador (CAD) i altres aplicacions de càlcul i gràfics intensius. Els sistemes de gamma mitjana també s'utilitzen com a servidors frontals per ajudar els ordinadors mainframe en el processament de telecomunicacions i la gestió de la xarxa.
Des de finals de la dècada de 1980, quan el model d'informàtica client-servidor es va fer predominant, els ordinadors de la classe comparable es coneixen habitualment com a servidors de grups de treball  i servidors de processament de transaccions en línia per reconèixer que solen "atendre" els usuaris finals al seu " ordinadors client". Durant els anys 90 i 2000, en alguns casos no crítics ambdues línies van ser substituïdes per servidors web, orientats a treballar amb xarxes globals, però amb menys antecedents de seguretat, i utilitzant principalment arquitectures d'ús general (actualment x86 o ARM).